# Teen Titans Go!
Cet article concerne le comics. Pour la série télévisée d'animation, voir Teen Titans Go! (série télévisée d'animation).
Teen Titans Go! est une série de bandes dessinées mensuellement publiée aux États-Unis entre janvier 2004 et mai 2008, directement inspirée de la série Teen Titans : Les Jeunes Titans. La série est écrite par J. Torres, aux côtés des illustrateurs Todd Nauck et Larry Stucker.
Ces histoires sont publiées en français dans Batman Mag depuis sa création en avril 2006 (y compris dans son hors-série estival, le Batman Poche), au rythme d'une histoire par magazine. Une publication intégrale en bande dessinées semblait prévue par Panini, qui a lancé en août 2010 une nouvelle collection intitulée Teen Titans : Les Aventures, mais la maison d'édition a perdu les droits d'exploitation sur les comics DC au profit de Dargaud.